# 雅罗斯拉夫·伊日克
雅罗斯拉夫·伊日克（捷克語：Jaroslav Jiřík，1939年12月10日—2011年7月11日），捷克男子冰球运动员。他曾代表捷克斯洛伐克国家队参加1960年、1964年和1968年冬季奥林匹克运动会冰球比赛，获得一枚银牌和一枚铜牌。